# 黒田正夫
黒田 正夫（くろだ まさお、1897年（明治30年）7月2日 - 1981年（昭和56年）7月10日）は、日本の工学博士。元大同工業大学名誉教授、元理化学研究所名誉研究員、元日本金属学会、日本応用物理学会、雪氷学会名誉会員

## 経歴
1897年東京府で出生。旧制高千穂中学校(第2回)卒業、1922年東京帝国大学冶金学科卒業。
1938年「軟鋼の降服点発生機構」により学博士の学位を受ける。1954年地球物理及び鋳物の国際会議に出席のためイタリア及び瑞独英仏を視察。合金の色軟鋼の力学的性質金属の破壊機構溶接の強さ防弾鋼板の弾撃耐力積雪等の研究に成果を挙げ、日本機械金属応用物理鉄鋼雪水古事記その他諸学会に属す。1956年ユネスコ後進国指導者試験理工学科に合格。理研真島正市研究室助手黒田研究所室主任を経て同年、理化学研究所名誉研究員となる。1972年勲三等瑞宝章を受ける。

## 受賞歴
- 1954年（昭和29年）運輸大臣賞
- 1972年（昭和47年）勲三等瑞宝章

## 著書
- 金属顕微鏡写真
- 積雪の化学
- 登山術
- 日本古代の発見-古事記を裸にする

## 家族
- 父・黒田太久馬（1867年生） - 陸軍大学校フランス語教授。旧大垣藩出身[3]。幼少期に上京し、東京外語学校で学ぶ。1888年に「言語取調所」設立[4]。ギュスターヴ・エミール・ボアソナードに可愛がられ、1891年フランスに留学した。1904年より朝鮮軍 (日本軍)司令部に勤務、1909年退官、朝鮮駐在中に集めた高麗時代の古美術数千点をもとに美術鑑定業に転ずる[5]。
- 母・黒田琴（1858年生） - 父親は元尾張藩士で新政府の判事となり、箱館控訴裁判所長を務めた青木信虎[6]。東京女学校で学び、1874年に前夫と結婚するがうまくいかず、自殺未遂、1880年にアメリカ人ジャーナリストのエドワード・ハワード・ハウス（en:Edward Howard House）の養女になり渡米、1893年に帰国し黒田太久馬と結婚[6]。ハウスは琴をモデルに小説「Yone Santo,a Child of Japan」を刊行した[7]。
- 叔母・瀬川さわ（1869年生） - 黒田太久馬の妹。瀬川光行の妻[8]。光行は1868年秋田生まれ。早稲田大学卒業後、「元々堂書房」を営む傍ら、第16回衆議院議員総選挙に立候補し当選、立憲民政党議員となる[8]。
- 叔母・高島寿子 - 黒田太久馬の妹。高島平三郎の妻。長男・文雄の岳父は近藤賢二[9]。
- 叔母・松本繁子 - 黒田太久馬の妹。松本孝次郎の妻。
- 妻・黒田初子（1903-2002） - 松本孝次郎・繁子夫妻の娘として東京に生まれ、双葉高女を経て東京女子高等師範学校卒業後、20歳でいとこの正夫と結婚[10]。夫の影響で登山を始め、女性としての初登頂や初遡行など多くの記録を残した一方、自宅では料理研究室を主宰していた[10]。
- 弟・黒田鎮夫 - 村井米子の元夫。